# Canada Open 1995
Il Canada Open 1995 è stato un torneo di tennis giocato sul cemento. È stata la 105ª edizione del Canada Open, che fa parte della categoria Super 9 nell'ambito dell'ATP Tour 1995, e della categoria Tier I nell'ambito del WTA Tour 1995. Il torneo femminile si è giocato al Rexall Centre di Toronto in Canada, dal 24 al 30 luglio 1995, quello maschile al Uniprix Stadium di Montréal in Canada, dal 14 al 20 agosto 1995.

## Campioni

### Singolare maschile
Andre Agassi ha battuto in finale  Pete Sampras con il punteggio di 3–6, 6–2, 6–3.

### Singolare femminile
Monica Seles ha battuto in finale  Amanda Coetzer con il punteggio di 6–0, 6–1.

### Doppio maschile
Evgenij Kafel'nikov /  Andrej Ol'chovskij hanno battuto in finale  Brian MacPhie /  Sandon Stolle con il punteggio di 6–2, 6–2.

### Doppio femminile
Brenda Schultz /  Gabriela Sabatini hanno battuto in finale  Martina Hingis /  Iva Majoli con il punteggio di 4–6, 6–0, 6–3.